# Ellbögen
Ellbögen este un oraș în Austria.